# Raf Vallone
Raffaele Vallone (Tropea, 1916. február 17. – Róma, 2002. október 31.) olasz filmsztár, film- és színházrendező; korábban újságíró, profi futballista, partizán.
Giuseppe De Santis Vallone egy riportjából készítette a Keserű rizs című filmjét 1948-ban, amelyben Vittorio Gassman mellett Vallone játszhatta a másik főszerepet és egyből megbecsült színész, majd a neorealizmus egyik legismertebb sztárja lett.
Az olasz sikerei mellett sok európai és amerikai filmben játszott, így a Pillantás a hídról című Sidney Lumet filmben, Sophia Lorennal az El Cid és a La Ciociara című filmben, Otto Preminger A kardinális című alkotásában, a Keresztapa III-ban is.
Szerepelt Koltay Gábor Julianus barátjában is.

## Filmjeiből
- 1948: Keserű rizs (Riso amaro); Marco
- 1950: Nincs béke az olajfák alatt (Non c’è pace tra gli ulivi); Francesco Dominici
- 1950: A reménység útja (Il cammino della speranza); Saro Cammarata
- 1951: A tiltott Krisztus (Il Cristo proibito); Bruno Baldi
- 1952: Róma 11 óra (Roma ore 11); Carlo
- 1951: Törvényen kívüli lovag (Le avventure di Mandrin); Mandrin
- 1952: Vörösingesek – Anita Garibaldi (Camicie rosse); Giuseppe Garibaldi
- 1952: A vasárnap hősei (Gli eroi della domenica); Gino Bardi
- 1952: Bocsáss meg![forrás?] (Perdonami!); Marco Gerace
- 1953: Thérése Raquin; Laurent
- 1954: A tengerpart (La spiaggia); Silvio polgármester
- 1954: Obsession; Aldo Giovanni
- 1955: Vénusz jegyében (Il segno di Venere); Ignazio
- 1956: Les possédées; Angélo
- 1957: Rose Bernd; Arthur Streckmann
- 1957: Jane Eyre; televíziós sorozat; Rochester
- 1958: A bosszú (La venganza); Luis „El Torcido”
- 1960: Egy asszony meg a lánya (La ciociara); Giovanni
- 1961: El Cid; Ordóñez gróf
- 1961: Pillantás a hídról (Vu du pont); Eddie Carbone
- 1962: Phaedra; Thanos
- 1963: The Cardinal; Quarenghi bíboros
- 1964: Titkos küldetés (The Secret Invasion); Roberto Rocca
- 1965: Harlow; Marino Bello
- 1966: Nevada Smith; Zaccardi atya
- 1966: Se tutte le donne del mondo… (Operazione Paradiso); Mr. Ardonian
- 1969: Az olasz meló (The Italian Job), Altabani
- 1970: Levél a Kremlbe (The Kremlin Letter); bábukészítő
- 1970: Ágyú Cordobának (Cannon for Cordoba); Hector Cordoba
- 1971: Pisztolypárbaj (A Gunfight); Francisco Alvarez
- 1973: Egy apró csoda (The Small Miracle); tévéfilm; főapát
- 1975: Rózsabimbó (Rosebud); George Nikolaos
- 1975: Marco Visconti; tévésorozat; Marco Visconti
- 1975: Szerelmi hadviselés (That Lucky Touch); Peruzzi tábornok
- 1975: Az emberi tényező (The „Human” Factor); Dr. Lupo
- 1978: A görög mágnás (The Greek Tycoon); Szpírosz Tomászisz
- 1979: Egy majdnem tökéletes kaland (An Almost Perfect Affair); Federico „Freddie” Barone
- 1981: A sivatag oroszlánja (Lion of the Desert);  Diodiece tábornok
- 1983: Bíbor és fekete (The Scarlet and the Black); tévéfilm; Vittorio atya
- 1985: Kolumbusz Kristóf (Christopher Columbus); José Vizinho
- 1990: Michelangelo (A Season of Giants); spanyol nagykövet
- 1990: A Keresztapa III. (The Godfather Part III); Lamberto bíboros / I. János Pál pápa
- 1991: Az első kör (The First Circle); tévéfilm; Pjotr Makaragin
- 1991: Julianus barát; Csák Ugrin érsek